# Ричка Володимир Михайлович
Ри́чка Володи́мир Миха́йлович (нар. 10 жовтня 1955; Чорнобай, Черкаська область, Українська РСР, СРСР) — український історик, доктор історичних наук, професор, провідний науковий працівник Інституту історії України НАН України.
Член Національної спілки журналістів України, дійсний член Українського історичного товариства (1995) та Товариства дослідників Центрально-Східної Європи (1999). Лауреат премії для молодих вчених АН УРСР (1989). Дослідник історії, політичної культури та ідеології українського середньовіччя.

## Біографія
У 1972—1977 роках навчався на історичному факультеті Київського університету. У 1977—1978 роках працював науковим співробітником Київського державного історичного музею. У 1978-81 роках обіймав посаду молодшого наукового співробітника, у 1981—1988 роках — наукового співробітника, у 1988—1998 роках — старшого наукового співробітника, з 1998 року — провідного наукового співробітника відділу історії середніх віків і раннього нового часу Інституту історії України НАН України.
1985 року захистив кандидатську дисертацію «Формування території Київської землі. IX — перша третина XII ст.» (науковий керівник — М. Ф. Котляр). 1998 року захистив докторську дисертацію «Церква в соціально-політичній структурі Київської Русі» (захист в Інституті філософії НАН України). Проходив стажування в Інституті історії Польської Академії наук (Варшава) за грантової підтримки Фундації Стефана Баторія (1994); Maison des Sciences de l'Homme — Fondation Reconnue d'Utilite Publique: Франція (2003); в Pontificio Istituto per gli studi Orientali (Рим, Італія) за грантової підтримки American Council of Learned Societis (2004); в Інституті східноєвропейської історії Віденського університету (2006). З 2002 року — співредактор альманаху середньовічної історії й археології Східної Європи «RUTHENICA».

## Основні праці
- Києво-Руські студії. — Ніжин, 2005.
- «Київ — Другий Єрусалим» (з історії політичної думки та ідеології середньовічної Русі). — К., 2005.
- Княгиня Ольга. — К., 2004.
- Kiev nel dialogo di intercivilizzazione tra l'Oriente cristiano e l'Occidente cristiano (II meta del X—XI secolo) // L'età di Kiev e la sua eredità nell' incontro con l'Occidente: Atti del Convegno Vicenza, 11 — 13 aprile 2002 /a cura di Gabriele De Rosa e Francesca Lomastro. — Roma, 2003.
- «Бог среди него…» (Почему Киев называют «матерью городов русских»?) // Родина: Российский исторический иллюстрированный журнал. — 1999. — № 8.
- Illustrissimus dominus Mazepa (Une figure légendaire dans l'art et la literature de l'époque) // L'Est Européen: Revue d'Actualité et d'Histoire. — Paris. — № 255. — 1999.
- Середньовічна Українська держава в історичній схемі Михайла Грушевського та концептуальних вимірах історіографії: проблеми і перспективи // ROSSICA: научные исследования по русистике, украинистике и белорусистике. — Прага, 1997. — № 2.
- Церква Київської Русі (соціальний та етнокультурний аспект). — К., 1997.
- L'Ukraine l'Orient et arabe dans le début du XVIII-e siècle // Studies on Voltaire and the Eighteenth Century. — Oxford, 1997. — Vol. 346—348.
- Київська Русь: від язичництва до християнства. — К., 1996 (у співавт.).
- Kijyw w ukrainskiej demonologii // Swiatowit. — Warszawa. — 1995. — T. XL.
- Київська Русь: проблема етнокультурного розвитку (конфесійний аспект). — К., 1994..
- The mystery of the Grave of Ivan Mazepa // The Ukrainian Review. — London. — 1994. — Vol. XLI, № 3.
- За літописним рядком: Історичні оповіді про Київську Русь. — К., 1991.
- Формирование территории Киевской земли (IX — первая треть XII в.). — К., 1988.